# Свеконорвезька складчастість

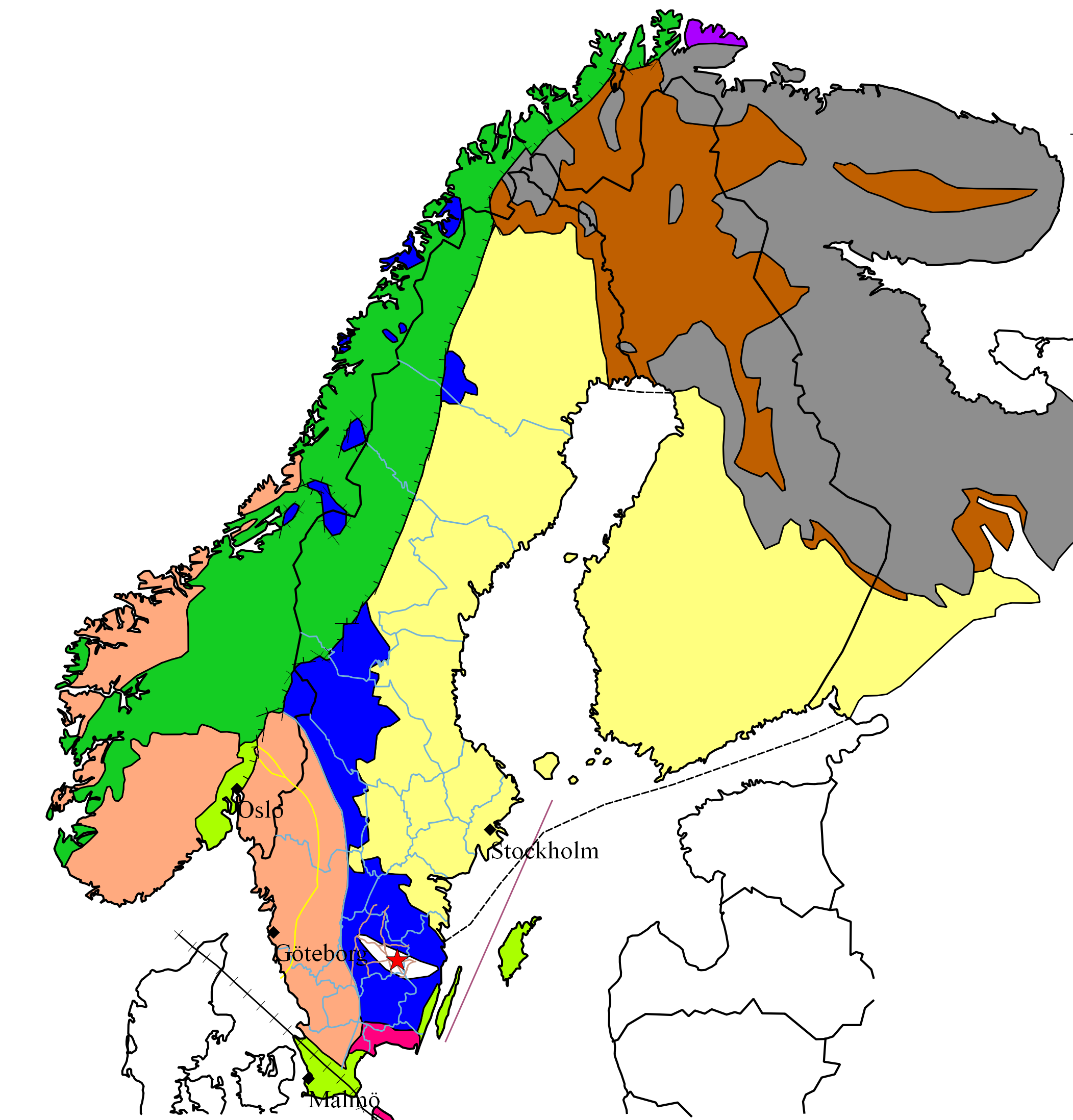
Геологічна карта Фенноскандії.
Архейські породи Карелії, Біломорська провінція та Кольська провінція провінцій
Протерозойські породи Карелії та Кольскої провінції
Свекофенська складчастість
Трансскандинавський магматичний пояс
Тіманська складчастість
Свеконорвезький орогенез
Скандинавські каледоніди

Свеконорвезький орогенез — це система орогенезів, що відбувалась від 1140 до 960 мільйонів років тому і зараз відкрита як Свеконорвезький орогенний пояс у південно-західній Швеції та південній Норвегії.   У Норвегії гороподібний пояс оголюється на південний схід від передньої частини каледонської покривної системи та в тектонічних вікнах .  Свеконорвезький ороген зазвичай групується з гренівськими орогенами мезопротерозою .  На відміну від багатьох інших відомих орогенних поясів, східний кордон Свеконорвезької орогенії не має будь-якої відомої зони шва з офіолітами . 

## Зноски
1. ↑  Sveconorwegian Orogen. Britannica.com. Процитовано 26 серпня 2015.
2. 1 2  Bingen, Bernard; Nordgulen, Øystein; Viola, Giulio (2008). A four-phase model for the Sveconorwegian orogeny, SW Scandinavia. Norwegian Journal of Geology[en]. 88: 43—72.
3. ↑  Slagstad, Trond; Roberts, Nick M. W.; Markens, Rogens; Røhr, Torkil; Schiellerup, Henrik (2013). A non-collisional, accretionary Sveconorwegian orogen. Terra Nova[en]. 25: 30—37. doi:10.1111/ter.12001.